# Оцтові дерева (Золотоноша, школа № 6)
Оцтові дерева — ботанічна пам'ятка природи місцевого значення.
Об'єкт розташований на території Черкаської області в місті Золотоноша, середня школа № 6.
Площа — 0,1 га, статус отриманий у 2000 році (рішення Черкаської обласної ради від 08.04.2000 № 15-4).
Створена з метою охорони групи екзотичних дерев сумаха оцтового.